# 雷·兰顿
雷·海伦·兰顿（英語：Rae Helen Langton；1961年2月14日—），澳大利亚与英国的著名哲学家，剑桥大学奈特布里奇哲学教授（Knightbridge Professor of Philosophy），英国国家学术院和美国文理科学院院士。兰顿以其在道德哲学、政治哲学、语言哲学、哲学史与女性主义哲学等领域的工作闻名。

## 生平与荣誉
兰顿在印度出生和长大，本科就读于悉尼大学，后在普林斯顿大学取得博士学位。兰顿先后在蒙纳士大学、澳大利亚国立大学和谢菲尔德大学等大学任教，并于1994年前往爱丁堡大学担任该校的道德哲学讲席教授（Chair of Moral Philosophy）。2004年，兰顿离开爱丁堡，去往美国麻省理工学院的语言学与哲学系工作。自2013年起，兰顿在剑桥大学任教。
1990年，兰顿的论文 "Whose right?" 被票选为当年十佳哲学论文。2013年，兰顿当选美国文理科学院院士；次年，当选英国国家学术院院士。2015年，兰顿受邀在牛津大学发表了久负盛名的约翰·洛克讲演。2017年，兰顿接过剑桥大学奈特布里奇哲学教授的教席，成为了历史上首位担任此职的女性。

## 论著

### 专著
- Sexual Solipsism: Philosophical Essays on Pornography and Objectification, Oxford University Press, 2009.
- Kantian Humility: Our Ignorance of Things in Themselves, Oxford University Press, 1998.

### 著名论文
- "Whose right? Ronald Dworkin, Women, and Pornographers," Philosophy and Public Affairs 19 (1990), 311-59.
- "Speech Acts and Unspeakable Acts," Philosophy and Public Affairs 22 (1993), 305-330.

## 外部連結
- Research profile （页面存档备份，存于）
- Blog （页面存档备份，存于）